# Péter Marót
Péter Marót (Miskolc, 27 de mayo de 1945-Budapest, 7 de junio de 2020) fue un deportista húngaro que compitió en esgrima, especialista en la modalidad de sable.

## Trayectoria
Participó en dos Juegos Olímpicos de Verano en los años 1972 y 1976, obteniendo dos medallas en Múnich 1972, plata en la prueba individual y bronce por equipos. Ganó cinco medallas en el Campeonato Mundial de Esgrima entre los años 1970 y 1975.
Padecía una grave enfermedad y el 17 de mayo de 2020 sufrió un grave accidente de tráfico por lo que fue ingresado en cuidados intensivos para ser atendido, se anunció su fallecimiento el 7 de junio de 2020, tenía setenta y cinco años.

## Palmarés internacional
| Juegos Olímpicos   | Juegos Olímpicos    | Juegos Olímpicos  | Juegos Olímpicos  |
| Año                | Lugar               | Medalla           | Prueba            |
| ------------------ | ------------------- | ----------------- | ----------------- |
| 1972               | Múnich (RFA)        | Medalla de plata  | Sable individual  |
| 1972               | Múnich (RFA)        | Medalla de bronce | Sable por equipos |
| Campeonato Mundial |                     |                   |                   |
| Año                | Lugar               | Medalla           | Prueba            |
| 1970               | Ankara (Turquía)    | Medalla de plata  | Sable por equipos |
| 1971               | Viena (Austria)     | Medalla de plata  | Sable por equipos |
| 1973               | Gotemburgo (Suecia) | Medalla de oro    | Sable por equipos |
| 1975               | Budapest (Hungría)  | Medalla de plata  | Sable por equipos |
| 1975               | Budapest (Hungría)  | Medalla de bronce | Sable individual  |